# 3320 Namba
3320 Namba este un asteroid din centura principală, descoperit pe 14 noiembrie 1982 de Hiroki Kosai și Kiichiro Hurukawa.